# Atomik Harmonik
Atomik Harmonik ist eine slowenische Popband. Sie verbindet traditionelle slowenische Volksmusik mit modernen Popelementen.

## Bandgeschichte
Gegründet wurde die Band im Sommer 2004 von dem Musiker Jani Pavec, der während eines Urlaubs auf Kreta die Idee einer Partyband hatte. Zusammen mit dem Musiker Dejan Čelik und den beiden Sängerinnen Špela Kleinlercher und Špela Grošelj nahm er im Herbst 2004 den Song Brizgalna Brizga auf. Die Single und das kurze Zeit später veröffentlichte Album Brizgaaaaj! stiegen binnen kurzer Zeit auf Platz 1 der slowenischen Charts und hielten sich dort mehrere Monate.
Durch diesen Erfolg wurde das italienische Produzententeam Bliss Corporation, das zuvor schon Bands wie Eiffel 65 und Haiducii zu internationalem Erfolg geführt hatte, auf Atomik Harmonik aufmerksam. Sie nahmen mit der Band acht neue Versionen von "Brizgalna Brizga" unter dem Titel Turbo Polka in englischer Sprache auf.
Die Single Turbo Polka wurde im Winter 2004/05 zu einem populären Hit auf den Skipisten der Alpen. Nach der kommerziellen Veröffentlichung der Single erreichte sie sowohl in Österreich, wie auch in Deutschland die Charts.
2006 nahm Atomik Harmonik mit dem Titel Polkaholik an der slowenischen Vorentscheidung zum Eurovision Song Contest teil und erreichte den 3. Platz, da die Jury ihr keinen einzigen Punkt gab, jedoch die Zuschauer per Telefon und SMS mit jeweils 10 Punkten eindeutig für sie gestimmt haben.
Kurze Zeit darauf verließ Špela Kleinlercher die Gruppe. Ihre Nachfolgerin wurde Iris Soban, welche aber die Band nach zwei Wochen wieder verließ. Heute haben sie ein neues Mitglied und zwar Mateja, liebevoll Tejči genannt.

## Diskografie

### Alben
- Brizgaaaaj!
- Vriskaaaaj!
- Traktor polka

### Singles
- Brizgalna Brizga (2004)
- Na Seniku (2005)
- Turbo Polka (2005)
- Polkaholik (2006)
- Kdo trka? (2006)
- Zavriskaj na ves glas
- Toni je pa rib ujel
- Goveja zupca
- Feuer auf dem Dach (2008)
- Vatrogasac Joža